# Шварцман, Александр Михайлович
Александр Михайлович Шва́рцман (род. 18 сентября 1967, Москва) — советский, российский и израильский спортсмен (специализация: шашки). Единственный в мире гроссмейстер в трёх видах шашек: международных, русских и бразильских. Заслуженный мастер спорта России (2007).

## Спортивные достижения
Пятикратный чемпион мира по международным шашкам (1998, 2007, 2008/9, 2017, 2021). Титул 2021 года завоевал в возрасте 53 лет, став самым возрастным шашистом в истории, выигравшим чемпионат мира.
Семикратный чемпион мира по бразильским шашкам (1987, 1989, 1993, 1996, 1997, 2008, 2018).
Чемпион мира по русским шашкам по версии МАРШ (2001).
Девятикратный чемпион мира по международным шашкам в молниеносной игре (1998, 2000, 2009, 2011, 2012, 2013, 2015, 2018, 2019).
Чемпион Европы по международным шашкам 2002 года (с классическим контролем времени); 2011, 2012, 2013, 2015, 2017 года (в блице); 2013, 2015, 2016 года (с быстрым контролем). Чемпион Европы 2008 года по русским шашкам.
Двукратный чемпион СССР по русским шашкам (1984, 1986). Чемпион СССР по международным шашкам (1991).
Пятикратный чемпион России по международным шашкам (1993, 1996, 2003, 2004, 2008)..

## История выступления в центральных турнирах
| Год  | Вид           | Уровень | Место проведения           | Матч/турнир                | Результат                                                                    | Место |
| ---- | ------------- | ------- | -------------------------- | -------------------------- | ---------------------------------------------------------------------------- | ----- |
| 1987 | Бразильские   | ЧМ      | Сан-Лоренсу                | Турнир                     | 13/17                                                                        | 1     |
| 1989 | Бразильские   | ЧМ      | Сан-Лоренсу                | Турнир                     | 13/17                                                                        | 1     |
| 1993 | Бразильские   | ЧМ      | Агуас-ди-Линдоя            | Турнир                     | 22/36                                                                        | 1—2   |
| 1992 | Международные | ЧЕ      | Партене                    | Турнир                     | 7+ 10= 2-                                                                    | 8     |
| 1994 | Международные | ЧМ      | Гаага                      | Турнир                     | 5+ 13= 1-                                                                    | 5—6   |
| 1996 | Бразильские   | ЧМ      | Белу-Оризонти              | Турнир                     | 22/30                                                                        | 1     |
| 1996 | Международные | ЧМ      | Абиджан                    | Турнир                     | 4+ 6= 1-                                                                     | 3     |
| 1997 | Бразильские   | ЧМ      | Кишинёв                    | Матч с И. Доской           | 3+ 9= 0-                                                                     | 1     |
| 1997 | Международные | ТП      | Стадсканал                 | турнир                     | 4+ 3= 0- (в финале)                                                          | 1     |
| 1998 | Международные | ЧМ      | Ижевск                     | Матч с А. Чижовым          | 2+ 1- по сетам 1 сет: 1+ 3= 1-; 0+ 1- 2 сет: 0+ 5= 0-; 1+ 0- 3 сет: 1+ 4= 0- | 1     |
| 2000 | Международные | ЧМ      | Москва                     | Турнир                     | 4+ 11= 1-                                                                    | 5     |
| 2001 | Русские       | ЧМ МАРШ | Самара                     | Турнир                     | 11,5/17                                                                      | 1—2   |
| 2002 | Международные | ЧЕ      | Домбург                    | Турнир (швейц. + плей-офф) | 2+ 12= 0-                                                                    | 1     |
| 2003 | Международные | ЧМ      | Звартслейс                 | Турнир                     | 3+ 13= 3-                                                                    | 11    |
| 2005 | Международные | ЧМ      | Амстердам                  | Турнир                     | 1+ 9= 1-                                                                     | 8     |
| 2006 | Международные | ЧЕ      | Бовец                      | Турнир (швейц.)            | 4+ 6= 0-                                                                     | 2     |
| 2007 | Международные | ЧМ      | Харденберг                 | Турнир                     | 7+ 11= 1-                                                                    | 1     |
| 2008 | Русские       | ЧЕ      | Челябинск                  | Турнир                     | 10/14                                                                        | 1     |
| 2008 | Международные | ЧЕ      | Таллин                     | Турнир (швейц.)            | 2+ 7= 0-                                                                     | 6     |
| 2008 | Международные | ВИИ     | Пекин                      | Турнир (швейц. + плей-офф) | 2+ 7= 0-                                                                     | 9—16  |
| 2008 | Бразильские   | ВИИ     | Пекин                      | Турнир (швейц. + плей-офф) | 3+ 4= 0-                                                                     | 5—8   |
| 2008 | Бразильские   | ЧМ      | Ресифе                     | Турнир (швейц. + плей-офф) | 3+ 4= 0-                                                                     | 1     |
| 2009 | Международные | ЧМ      | Энсхеде/Хенгело/Твентеранд | Матч с А. Георгиевым       | 0+ 12= 0- 1+ 4= 1- 2+ 0-                                                     | 1     |
| 2011 | Международные | ЧМ      | Эммелорд/Урк               | Турнир                     | 4+ 14= 1-                                                                    | 4     |
| 2012 | Международные | ВИИ     | Лилль                      | Турнир (швейц.)            | 9+ 0= 0-                                                                     | 2     |
| 2017 | Международные | ЧМ      | Таллинн                    | Турнир                     | 3+ 8= 0-                                                                     | 1     |
| 2018 | Бразильские   | ЧМ      | Измир                      | Турнир (швейц.)            | 3+ 4= 1-                                                                     | 1     |
| 2019 | Международные | ЧМ      | Ямусукро                   | Турнир                     | 5+ 13= 1-                                                                    | 5     |
| 2021 | Международные | ЧМ      | Таллин                     | Турнир                     | 3+ 8= 0-                                                                     | 1     |
| 2021 | Русские       | ЧЕ      | Йыгева                     | Турнир (швейц. + плей-офф) | 3+ 5= 0-                                                                     | 2     |
| 2022 | Международные | ЧМ      | Эйндховен                  | Матч с Р. Бомстрой         | 0+ 11= 3-                                                                    | 2     |
| 2024 | Международные | ЧЕ      | Кьянчано-Терме             | Турнир (швейц.)            | +2 =7 −0                                                                     | 4     |

## Личная жизнь
В 2007 году женился на запорожанке Виктории Приходько. Имеет двух дочерей, Марию и Софию.